# Aspidothelium verruculosum
Aspidothelium verruculosum är en lavart som beskrevs av R. Sant. 1952. Aspidothelium verruculosum ingår i släktet Aspidothelium och familjen Aspidotheliaceae.   Inga underarter finns listade i Catalogue of Life.